# Му-Шишбовіль
Му-Шишбовіль (фр. Moult-Chicheboville) — муніципалітет у Франції, у регіоні Нижня Нормандія, департамент Кальвадос. Му-Шишбовіль утворено 1-1-2017 шляхом злиття муніципалітетів Шишбовіль i Му. Адміністративним центром муніципалітету є Му. Населення — 3378 осіб (01.01.2021).